# 地鉈温泉
地鉈温泉（じなたおんせん）は、東京都の式根島にある温泉。海岸の岩場に湧きだす野湯で、野口冬人が選定した露天風呂番付では東の張出横綱に番付けされている。

## 泉質
- 硫化鉄泉
- 源泉温度80度

「内科の湯」と呼ばれ、神経痛や冷え性、関節症、婦人病などに効能があるとされている。
温泉成分に含まれる鉄のため湯色は赤色である。
ここの源泉は、足付港横にある、「松が下雅湯」にも引湯されている。

## 温泉地
源泉は高温だが段差のついた複数の湯船があり、潮の満ち引きに応じて海水と混じり合った適温の湯船を選んで入る。背後にある岩場が大きな鉈で裂いたようなVの字谷を作っているためこの名が付いた。水着着用推奨の混浴であり、無料で入浴できる。行く途中に「湯加減の穴」と呼ばれる穴があり、ここに手を入れると地鉈温泉の湯加減が分かるといわれている。かつては着替えのための脱衣所があったが、1996年の台風の際に高潮で倒壊した。

## アクセス
- 野伏港より徒歩で25分。

## 逸話

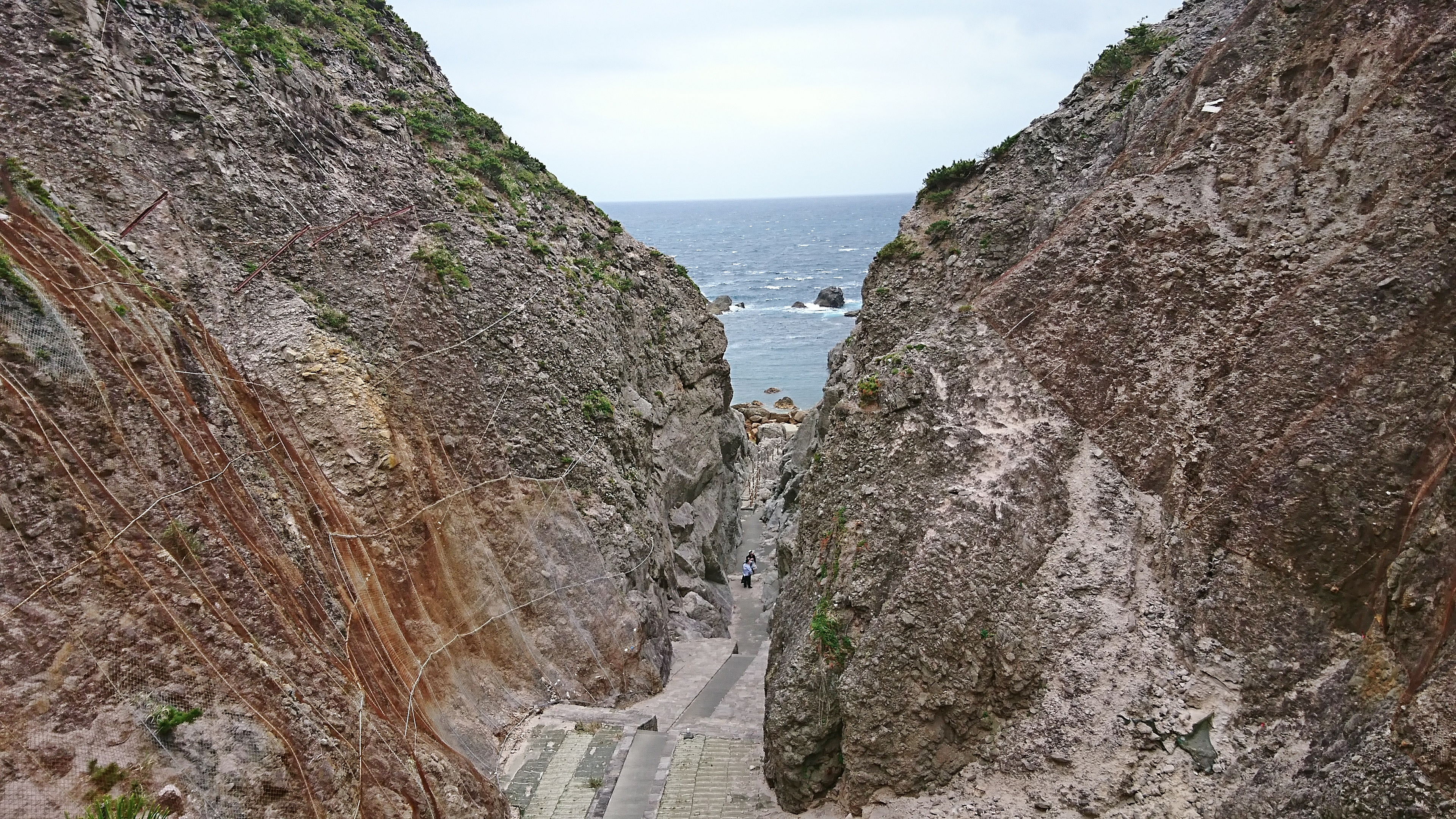
地鉈温泉に向かう小道

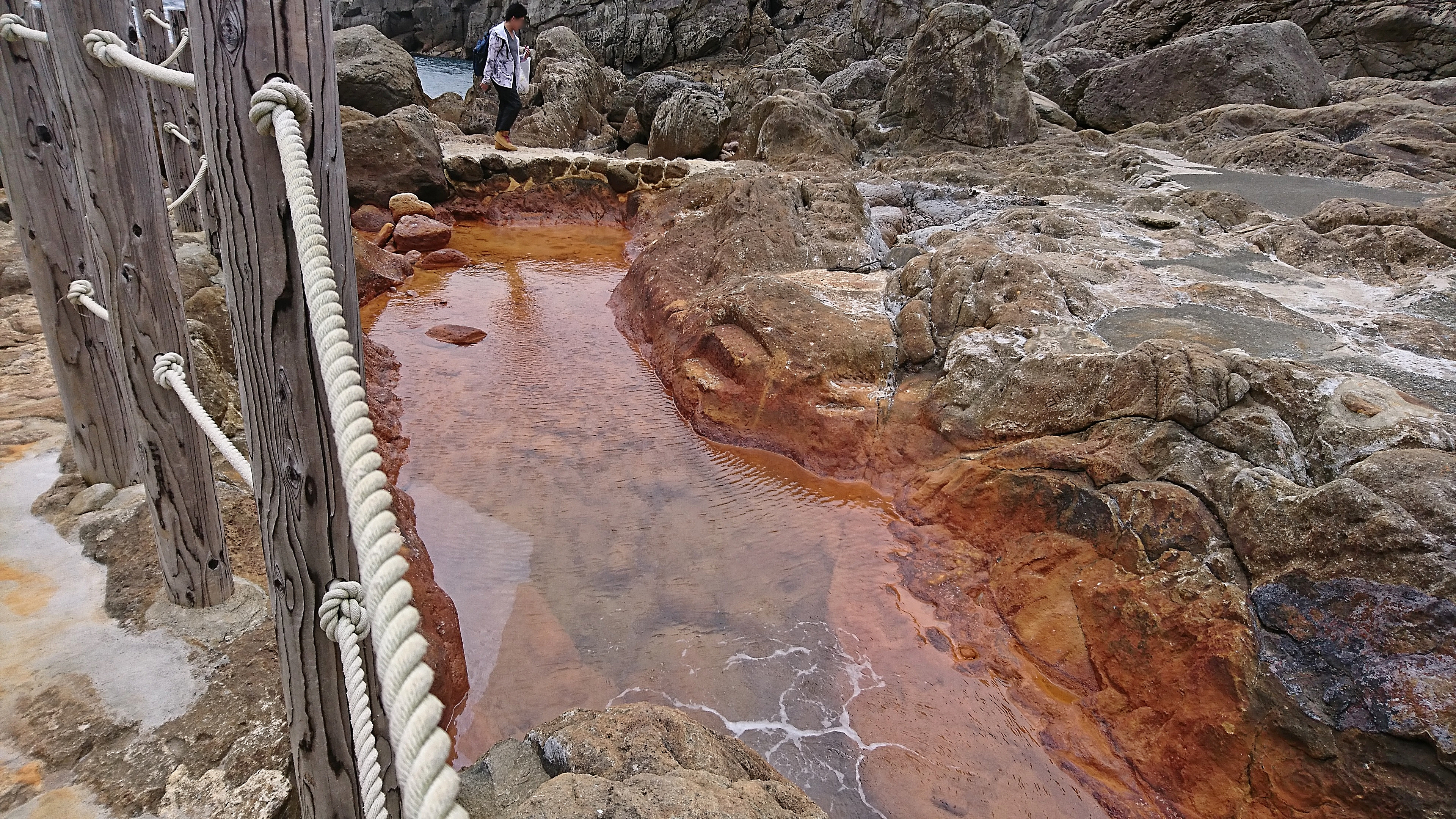
地鉈温泉の湯面

明治以前は地鉈温泉に下る道もなく、入浴するには海側から船で来る必要があった。明治42年（1909）泊浦の工事で来島していた静岡県江尻の石工3名が島内有志と協力し、仕事の合間に温泉に下る道を作って整備した。当時の島民は大いに感謝し、切り通しの岩壁（西側の壁）に彰功誌を刻んでいる。 